# Coffea heterocalyx
Coffea heterocalyx är en måreväxtart som beskrevs av Piet Stoffelen. Coffea heterocalyx ingår i släktet Coffea och familjen måreväxter. Inga underarter finns listade i Catalogue of Life.